# Suchá (Havlíčkův Brod)

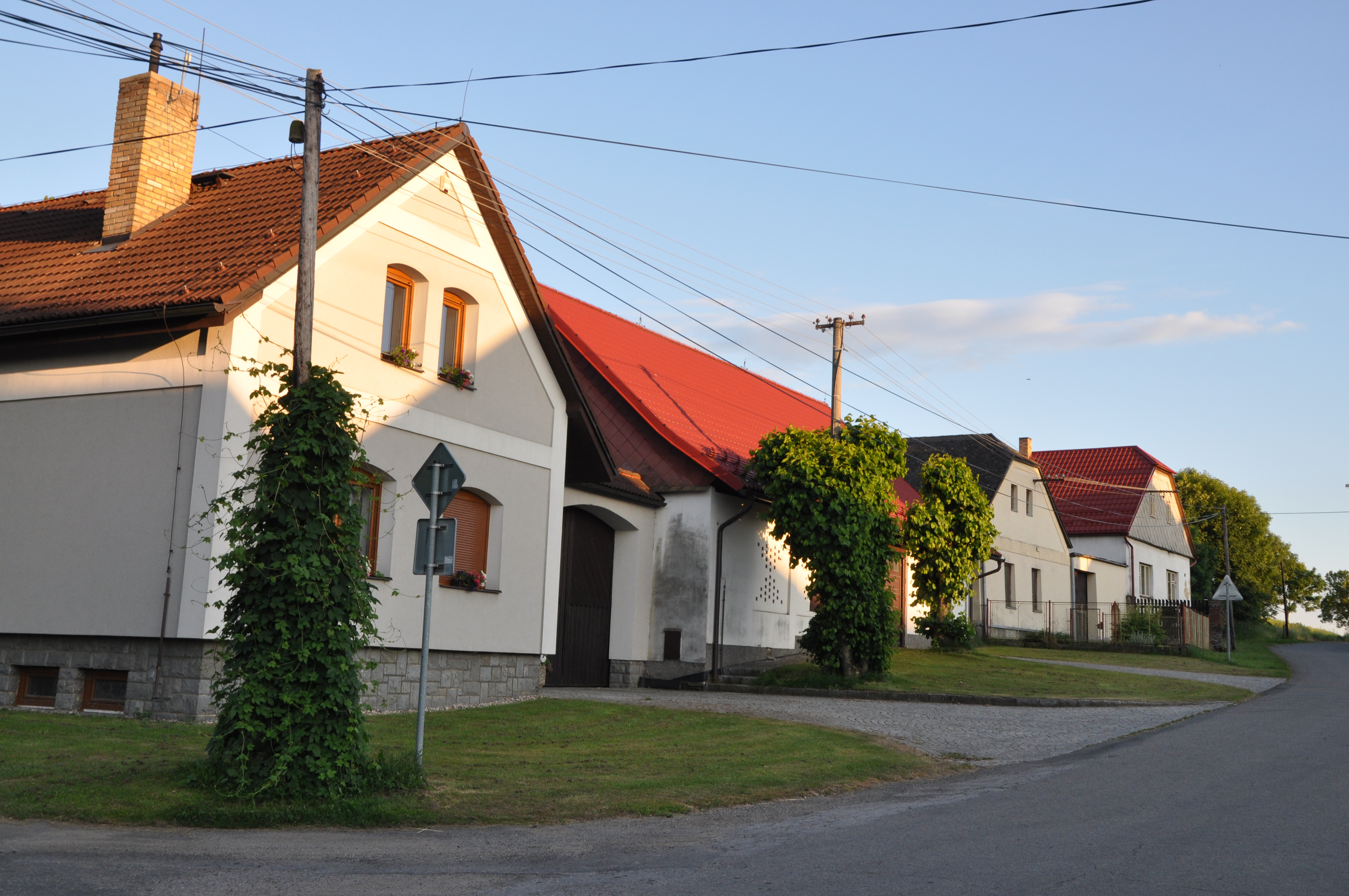
Ortsansicht

Suchá (deutsch Dürre) ist ein Ortsteil der Stadt Havlíčkův Brod in Tschechien. Er liegt sechs Kilometer südlich des Stadtzentrums von Havlíčkův Brod und gehört zum Okres Havlíčkův Brod.

## Geographie
Suchá befindet sich am Oberlauf des in einer Kaskade von Teichen angestauten Baches Lázeňský potok in der Hornosázavská pahorkatina (Hügelland an der oberen Sázava). Im Osten erhebt sich der Teclův kopec (547 m n.m.), südöstlich der Hutský vrch (594 m n.m.) und im Westen der Mandlův kopec (524 m n.m.). Östlich des Dorfes verläuft die Staatsstraße I/38 zwischen Havlíčkův Brod und Štoky.
Nachbarorte sind Lázně, Svatý Kříž und Ovčín im Norden, Mendlova Ves und Nový Svět im Nordosten, Vysoká und Čistá im Osten, Lesní Domek, Šlapanov und Květnov im Südosten, Skřivánek, Studénka und Okrouhlička im Süden, Kochánov, Lipský Dvorek und Dobrohostov im Südwesten, U Kostelíka, Hladový Mlýn und Lípa im Westen sowie Michalovice und Petrkov im Nordwesten.

## Geschichte
Im 13. Jahrhundert begann der Silberbergbau in der Region. An der heutigen Einschicht U Kostelíka ist seit 1278 über dem Tal des Baches Žabinec eine Ansiedlung von Bergleuten mit einer Bergkirche der hl. Margarethe und Friedhof nachweisbar. Das zur Herrschaft Lipnice gehörige Dorf Suchá wurde 1351 erstmals erwähnt. 1422 wurde die Bergkapelle von den Hussiten unter Jan Žižka zerstört. Im 16. Jahrhundert gehörte das Dorf Johann von Leipa, der es 1533 zusammen mit Perknov an Peter von Kamberk verkaufte. Später erwarben die Herren Trčka von Lípa Suchá und schlugen das Dorf ihrer Herrschaft Světlá  zu. Jan Rudolf Trčka von Lípa, der die Herrschaft Světlá 1597 von seinem Bruder Maximilian geerbt hatte, verkaufte 1598 das Dorf Suchá sowie die Höfe Termesivy, Spálené dvory, Pavučkovy dvory, Šenklhofy und Kylhofy seinem Swietlaer Hauptmann Johann Güglinger von Kneiselstein (Jan Gyglingar z Kneislštejna). Dieser veräußerte Suchá zusammen mit zwei Höfen der Spálené dvory und einer freien Schenke im Jahre 1600 an einen Deutschbroder Bürger. Im Jahre 1712 ließ der Deutschbroder Dechant Johann Seidl die zerstörte Kirche bei Dürre als Kapelle wiederaufbauen und in Heiligenkreuz eine Filialkirche errichten. Während der Josephinischen Reformen wurde die Heiligenkreuzer Kirche zur Lokalkirche erhoben; die Margarethenkapelle bei Dürre wurde dagegen aufgehoben. 
Im Jahre 1840 bestand das im Caslauer Kreis gelegene Dorf Dürre bzw. Sucha aus 22 Häusern, in denen 138 Personen lebten. Zu Dürre konskribiert war das ais der Margarethenkapelle hervorgegangenen einschichtige Bauernhaus. Pfarrort war Heiligenkreuz. Bis zur Mitte des 19. Jahrhunderts blieb Dürre der königlichen Stadt Teutschbrod untertänig.
Nach der Aufhebung der Patrimonialherrschaften bildete Dürre / Suchá ab 1849 mit dem Ortsteil Heiligenkreuz / Svatý Kříž eine Gemeinde im Gerichtsbezirk Deutschbrod. Ab 1868 gehörte der Ort zum Bezirk Deutschbrod. 1869 hatte Dürre 152 Einwohner und bestand aus 24 Häusern. Im Jahre 1900 lebten in Dürre 169 Menschen, 1910 waren es gleich viele. 1930 hatte Dürre 189 Einwohner und bestand aus 35 Häusern. Am 30. April 1976 erfolgte die Eingemeindung nach Havlíčkův Brod. Beim Zensus von 2001 lebten in den 61 Häusern des Dorfes 207 Personen.

## Ortsgliederung
Zu Suchá gehören die Einschichten U Kostelíka und U Michlů. 
Der Katastralbezirk Suchá u Havlíčkova Brodu umfasst die Ortsteile Suchá und Svatý Kříž (Heiligenkreuz).

## Sehenswürdigkeiten
- Gehöft U Kostelíka, es entstand an der Stelle der aufgehobenen Margarethenkapelle.